# 汉阳镇 (青神县)
汉阳镇，是中华人民共和国四川省眉山市青神县下辖的一个乡镇级行政单位。

## 行政区划
汉阳镇下辖以下地区：
汉阳场社区、向阳村、上游村、新路村和小三峡村。